# 裸頂脂鯉
裸頂脂鯉，為輻鰭魚綱脂鯉目脂鯉科的其中一個種。

## 分布
本魚分布於南美洲巴拉圭、玻利維亞、巴西、阿根廷的溪流中。

## 特徵
本魚橢圓形的魚體有三條黑色直條紋：一條穿過眼睛，一條剛好在鰓蓋後面，另一條在背鰭基部。魚的性別很容易辨認，因為雄魚有較尖的背鰭和前部較寬的臀鰭，而雌魚的體態則較豐腴，體長約7.5公分。

## 生態
本魚棲息在生長高型植物的河流中，屬雜食性，以蠕蟲、甲殼動物、昆蟲等為食。

## 經濟利用
為高經濟價值的觀賞魚，有人工培育的品種，性情溫和，喜群游。